# David Button
David Robert Edmund Button (Stevenage, Inglaterra, Reino Unido, 27 de febrero de 1989) es un futbolista inglés. Juega de guardameta y su equipo es el Ipswich Town F. C. de la EFL Championship de Inglaterra.
Se formó en la academia del Tottenham Hotspur. Ha jugado en 31 ocasiones para las categorías inferiores de la selección de Inglaterra.

## Trayectoria

### Primeros años
Creció en Stevenage, Hertfordshire. Button se unió cuando era joven a su club de barrio Stevenage Borough y en su adolescencia se unió a la academia Center of excellence. 

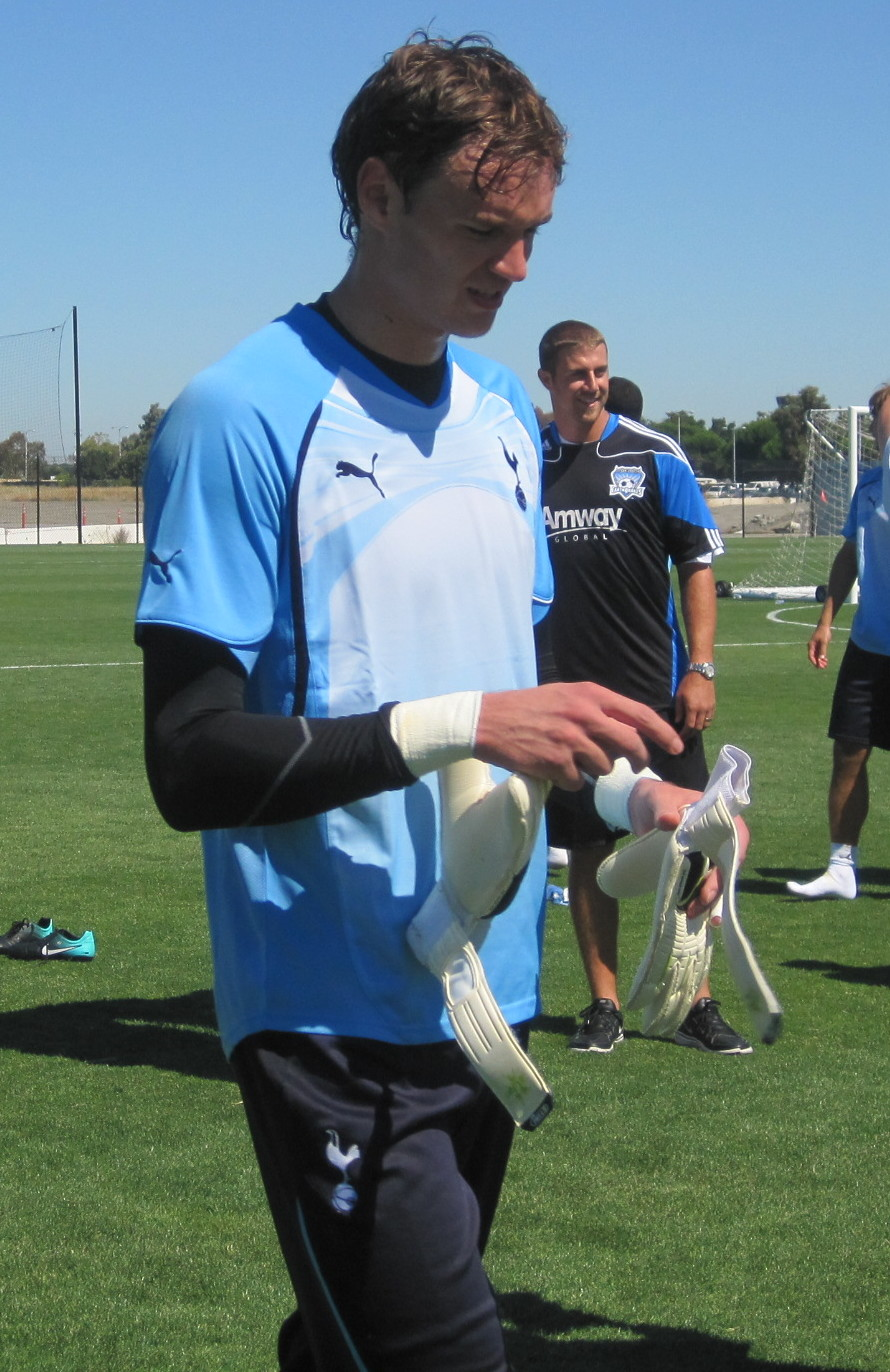
Button con el Tottenham en 2010.

### Tottenham Hotspur
Button se unió a la academia del Tottenham Hotspur en 2003 y firmó una beca escolar en julio de 2005. Luego de completar sus estudios, firmó su primer contrato profesional el 28 de diciembre de 2007, que duraría hasta el verano de 2011. Una lesión del segundo arquero del club, Heurelho Gomes, lo hizo estar en la banca por primera vez para el club en la temporada 2009-10, en la victoria por 2-1 ante el West Ham United en la Premier League el 23 de agosto de 2009. Button debutó en el siguiente encuentro, reemplazando a Carlo Cudicini al minuto 81 en la victoria por 5-1 contra el Doncaster Rovers en la Copa de la Liga. Button pasó gran parte de su periodo en el Tottenham como jugador de préstamo para otros clubes, jugando en 12 diferentes clubes a la edad de 23 años. En agosto de 2012 Button dejó el Tottenham, registrando solo 8 minutos jugados en su debut por el club.

#### 2007-08 Préstamo a Grays Athletic y Rochdale
Button se fue a préstamo al Grays Athletic de la National League por un mes el 10 de enero de 2008. Jugó tres encuentros durante su paso por el club. Button regresó al Tottenham el 10 de febrero y se fue a préstamo por un mes al Rochdale de la League Two el 27 de marzo, solamente estuvo en la banca de suplentes para el club en siete oportunidades.

#### 2008-09 Préstamo a Grays Athletic, Bournemouth, Luton Town y Dagenham & Redbridge
Brutton volvió al Grays Athletic por un préstamo de tres meses el 19 de septiembre de 2008. Jugó 17 encuentros por el club y registró cuatro vallas invictas. El 16 de enero de 2009 fue parte del Bournemouth de la League Two por un préstamo de un mes. Button debutó en la Football League de visita contra el Rotherham United, donde el Bournemouth perdió por 1-0. Registró cuatro encuentros jugados por las cerezas y regresó al Tottenham el 28 de febrero. Luego jugó por el club de la League Two Luton Town, por un préstamo de un mes el 6 de marzo, en el club estuvo solo en la banca en siete ocasiones, incluida la final de la English Football League Trophy en 2009 en Wembley, donde el Luton derrotó por 3-2 al Scunthorpe United. Button pasó además por el Dagenham & Redbridge de la League Two como préstamo de emergencia hasta el final de la temporada 2008-09. En este club Button, inusualmente para un guardameta, recibió el dorsal 6 y debutó con el equipo el 18 de abril en la victoria por 3-0 de local ante el Bradford City. Jugó dos encuentros más antes de volver al Tottenham.

#### 2009-10 Préstamo a Crewe Alexandra y Shrewesbury Town
Button se unió al Crewe Alexandra de la League Two por un préstamo de un mes el 22 de julio de 2009 y jugó los tres primeros encuentros de la temporada, donde consiguió dos valla invictas. El Tottenham llamó de vuelta a Button antes de que su préstamo terminara, pero volvió al Crewe el 1 de septiembre por un préstamo de tres meses. Luego de jugar para el Crewe, regresó al Tottenham el 27 de octubre. El 20 de noviembre de 2009, Button se fue a préstamo al Shrewsbury Town de la League two hasta enero de 2010. Su préstamo se extendió hasta el final de la temporada. Registró 26 apariciones y 9 vallas invictas con el club.

#### 2010-11 Préstamo a Plymouth Argyle
El 3 de agosto de 2010, Button se unió al Plymouth Argyle de la League One por toda la temporada. Fue su primera vez en la League One, donde las lesiones que sufrió entre septiembre y noviembre complicaron su paso por el club y perdió la titularidad el 22 de febrero de 2010 luego de ocho derrotas consecutivas. Luego Button desplazaría de la titularidad a Romain Larrieu y tomó su lugar a principios de abril, aunque sus esfuerzos fueron en vano y el Plymouth terminó en la posición 23 de la tabla y descendío a la League Two. Button completó 30 apariciones durante esta cesión. 

#### 2011-12 Préstamos a Leyton Orient, Doncaster Rovers y Barnsley
Button se unió al Leyton Orient de la League One el 26 de agosto de 2011, como préstamo hasta el 7 de enero de 2012. Solo jugó dos encuentros antes de sufrir una lesión en el hombro que lo mantuvo fuera hasta fines de diciembre. El 1 de enero de 2012, Button dejó el Leyton Orient y se unió al Doncaster Rovers de la Championship por un préstamo de un mes, que luego se extendería por un mes más. Jugó ocho encuentros para el club. El 19 de marzo de 2012, Button jugó en el Barnsley de la Championship, se fue como préstamo de emergencia por la lesión de David Preece. Registró 9 encuentros disputados.

### Charlton Athletic
El 28 de agosto de 2012, el Tootenham Hotspur llegó a un acuerdo con el Charlton Athletic de la Championship por Button, por un traspaso de £500,000. Fue el suplente de Ben Hamer y tuvo que esperar hasta enero de 2013 para debutar, jugó en la tercera ronda de la FA Cup contra el Huddersfield Town donde perdieron por 1-0. Para julio de 2013, Button dejó el Charlton, luego revelaría que el entrenador Chris Powell quería que se quedara, pero que el difícil año en el club lo forzó a salir. 

### Brentford
El 30 de julio de 2013, el Brentford de la League One fichó a Button por dos años, el precio de transferencia no fue revelado. La baja de Simon Moore al Cardiff City y la lesión de Richard Lee permitió que la primera opción al arco del entrenador Uwe Rösler fuera Button. Jugó los primeros seis encuentros de la temporada, pero el 7 de septiembre contra el Bradford City cuando el marcador estaba 0 a 0, Button recibió una tarjeta roja directa por una falta a Nahki Wells del Bradford en el área en el minuto 26. Button volvió a jugar en la derrota por 1-0 ante el Rotherham United el 5 de octubre, retomando su lugar de guardameta titular. Un foro abierto entre jugadores y cuerpo técnico en el vestuario luego de la derrota 2-1 ante el Stevenage el 12 de octubre, provocó un giro en la fortuna del equipo, donde comenzó una racha de nueve victorias consecutivas en la liga, con Button en ocho de esos encuentros, consiguiendo siete arcos en cero. Con el mejor escenario en la historia de las abejas, el 18 de abril de 2014 Button jugó en el encuentro que aseguró el ascenso del equipo, en la victoria por la mínima ante el Preston North End. Button jugó 45 encuentros y registró 20 vallas invictas en partidos de liga durante la temporada 2013-14. Firmó un nuevo contrato por tres años el 27 de junio de 2014. 
Con las frecuentes lesiones de Richard Lee, Button aseguró su titularidad durante la temporada 2014-15. Sus actuaciones ante el Huddersfield Town y el Ipswich Town en marzo de 2015 lo hicieron ser seleccionado para el equipo de la semana de la Football League. Una gran temporada para Button, donde registró 49 encuentros jugados y once vallas invictas en la liga. Button nuevamente fue el primer guardameta durante la temporada 2015-16, y por su buen momento en el club comenzaron las negociaciones por un nuevo contrato en mayo de 2016. No llegó a un acuerdo con el club y dejó el Brentford el 19 de julio de 2016, con un total de 141 partidos jugados durante tres temporadas.

### Fulham
El 19 de julio de 2016, Button llegó al Fulham de la Championship, firmó un contrato por tres años y el valor del fichaje no fue revelado. Fue el guardameta titular durante la temporada 2016-17, hasta que perdió su lugar con Marcus Bettinelli a principios de abril de 2017. Al conseguir el sexto lugar en la clasificación, el Fulham se clasificó a los play-offs, donde Button estuvo en la banca en la derrota en semifinales ante el Reading. 

### Brighton  & Hove Albion
Button firmó por el Brighton & Hove Albion de la Premier League el 16 de julio de 2018, por tres años. Button debutó con el club de Sussex en la llave de la Copa de la Liga contra el Southampton el 28 de agosto de 2018, donde el Brighton perdió por la mínima en el Amex con el gol de Charlie Austin. Debutó en la Premier League el 29 de diciembre de 2018, en la victoria por 1-0, en casa, ante el Everton, encuentro en que Button negó muchas ocasiones al equipo rival. Pudo jugar más encuentros como titular, mientras reemplazaba a Maty Ryan, quien durante el mes de enero jugó la Copa de Asia con Australia.

## Selección nacional
Button representó a Inglaterra en las categorías sub-16, sub-17, sub-19 y sub-20 entre 2003 y 2009. Estuvo en los encuentros de Inglaterra de la fase de grupos en el Campeonato Europeo Sub-17 de la UEFA 2005 y el Campeonato Europeo de la UEFA Sub-19 2008, jugando tres encuentros en cada torneo donde Inglaterra no pasó la fase de grupos.

## Estadísticas
Actualizado al 26 de enero de 2019.
| Club                                                                     | Div.          | Temporada     | Liga  | Liga  | FA Cup | FA Cup | League Cup | League Cup | Otras | Otras | Total | Total |
| Club                                                                     | Div.          | Temporada     | Part. | Goles | Part.  | Goles  | Part.      | Goles      | Part. | Goles | Part. | Goles |
| Tottenham Hotspur Inglaterra                                             |               |               |       |       |        |        |            |            |       |       |       |       |
| 1.ª                                                                      | 2009-10       | 0             | 0     | 0     | 0      | 1      | 0          | -          | -     | 1     | 0     |       |
| Total club                                                               | Total club    | 0             | 0     | 0     | 0      | 1      | 0          | -          | -     | 1     | 0     |       |
| Grays Athletic (préstamo) Inglaterra                                     |               |               |       |       |        |        |            |            |       |       |       |       |
| 5.ª                                                                      | 2007-08       | 1             | 0     | 0     | 0      | -      | -          | 21         | 0     | 3     | 0     |       |
| 5.ª                                                                      | 2008-09       | 13            | 0     | 3     | 0      | -      | -          | 1          | 0     | 17    | 0     |       |
| Total club                                                               | Total club    | 14            | 0     | 3     | 0      | -      | -          | 3          | 0     | 19    | 0     |       |
| Rochdale (préstamo) Inglaterra                                           |               |               |       |       |        |        |            |            |       |       |       |       |
| 4.ª                                                                      | 2007-08       | 0             | 0     | -     | -      | -      | -          | -          | -     | -     | 0     |       |
| Total club                                                               | Total club    | 0             | 0     | -     | -      | -      | -          | -          | -     | -     | 0     |       |
| Bournemouth (préstamo) Inglaterra                                        |               |               |       |       |        |        |            |            |       |       |       |       |
| 4.ª                                                                      | 2008-09       | 4             | 0     | -     | -      | -      | -          | -          | -     | 4     | 0     |       |
| Total club                                                               | Total club    | 4             | 0     | -     | -      | -      | -          | -          | -     | 4     | 0     |       |
| Luton Town (préstamo) Inglaterra                                         |               |               |       |       |        |        |            |            |       |       |       |       |
| 4.ª                                                                      | 2008-09       | 0             | 0     | -     | -      | -      | -          | 0          | 0     | 0     | 0     |       |
| Total club                                                               | Total club    | 0             | 0     | -     | -      | -      | -          | 0          | 0     | 0     | 0     |       |
| Dagenham & Redbridge (préstamo) Inglaterra                               |               |               |       |       |        |        |            |            |       |       |       |       |
| 4.ª                                                                      | 2008-09       | 3             | 0     | -     | -      | -      | -          | -          | -     | 3     | 0     |       |
| Total club                                                               | Total club    | 3             | 0     | -     | -      | -      | -          | -          | -     | 3     | 0     |       |
| Crewe Alexandra (préstamo) Inglaterra                                    |               |               |       |       |        |        |            |            |       |       |       |       |
| 4.ª                                                                      | 2009-10       | 10            | 0     | -     | -      | 0      | 0          | -          | -     | 10    | 0     |       |
| Total club                                                               | Total club    | 10            | 0     | -     | -      | 0      | 0          | -          | -     | 10    | 0     |       |
| Shrewsbury Town (préstamo) Inglaterra                                    |               |               |       |       |        |        |            |            |       |       |       |       |
| 4.ª                                                                      | 2009-10       | 26            | 0     | -     | -      | -      | -          | -          | -     | 26    | 0     |       |
| Total club                                                               | Total club    | 26            | 0     | -     | -      | -      | -          | -          | -     | 26    | 0     |       |
| Plymouth Argyle (préstamo) Inglaterra                                    |               |               |       |       |        |        |            |            |       |       |       |       |
| 3.ª                                                                      | 2010-11       | 30            | 0     | 0     | 0      | 0      | 0          | 0          | 0     | 30    | 0     |       |
| Total club                                                               | Total club    | 30            | 0     | 0     | 0      | 0      | 0          | 0          | 0     | 30    | 0     |       |
| Leyton Orient (préstamo) Inglaterra                                      |               |               |       |       |        |        |            |            |       |       |       |       |
| 3.ª                                                                      | 2011-12       | 1             | 0     | 0     | 0      | 1      | 0          | 0          | 0     | 2     | 0     |       |
| Total club                                                               | Total club    | 1             | 0     | 0     | 0      | 1      | 0          | 0          | 0     | 2     | 0     |       |
| Doncaster Rovers (préstamo) Inglaterra                                   |               |               |       |       |        |        |            |            |       |       |       |       |
| 2.ª                                                                      | 2011-12       | 7             | 0     | 1     | 0      | -      | -          | -          | -     | 8     | 0     |       |
| Total club                                                               | Total club    | 7             | 0     | 1     | 0      | -      | -          | -          | -     | 8     | 0     |       |
| Barnsley (préstamo) Inglaterra                                           |               |               |       |       |        |        |            |            |       |       |       |       |
| 2.ª                                                                      | 2011-12       | 9             | 0     | -     | -      | -      | -          | -          | -     | 9     | 0     |       |
| Total club                                                               | Total club    | 9             | 0     | -     | -      | -      | -          | -          | -     | 9     | 0     |       |
| Charlton Athletic Inglaterra                                             |               |               |       |       |        |        |            |            |       |       |       |       |
| 2.ª                                                                      | 2012-13       | 5             | 0     | 1     | 0      | 0      | 0          | -          | -     | 6     | 0     |       |
| Total club                                                               | Total club    | 5             | 0     | 1     | 0      | 0      | 0          | -          | -     | 6     | 0     |       |
| Brentford Inglaterra                                                     |               |               |       |       |        |        |            |            |       |       |       |       |
| 3.ª                                                                      | 2013-14       | 42            | 0     | 1     | 0      | 0      | 0          | 2          | 0     | 45    | 0     |       |
| 2.ª                                                                      | 2014-15       | 46            | 0     | 0     | 0      | 1      | 0          | 23         | 0     | 49    | 0     |       |
| 2.ª                                                                      | 2015-16       | 46            | 0     | 1     | 0      | 0      | 0          | -          | -     | 47    | 0     |       |
| Total club                                                               | Total club    | 134           | 0     | 2     | 0      | 1      | 0          | 4          | 0     | 141   | 0     |       |
| Fulham Inglaterra                                                        |               |               |       |       |        |        |            |            |       |       |       |       |
| 2.ª                                                                      | 2016-17       | 40            | 0     | 0     | 0      | 0      | 0          | 0          | 0     | 40    | 0     |       |
| 2.ª                                                                      | 2017-18       | 20            | 0     | 1     | 0      | 0      | 0          | 0          | 0     | 21    | 0     |       |
| Total club                                                               | Total club    | 60            | 0     | 1     | 0      | 0      | 0          | 0          | 0     | 61    | 0     |       |
| Brighton & Hove Albion Inglaterra                                        |               |               |       |       |        |        |            |            |       |       |       |       |
| 1.ª                                                                      | 2018-19       | 4             | 0     | 1     | 0      | 1      | 0          | 0          | 0     | 6     | 0     |       |
| Total club                                                               | Total club    | 4             | 0     | 1     | 0      | 1      | 0          | 0          | 0     | 6     | 0     |       |
| Total carrera                                                            | Total carrera | Total carrera | 307   | 0     | 9      | 0      | 4          | 0          | 7     | 0     | 327   | 0     |
| (1) Incluye Trofeo FA. (2) Incluye Trofeo EFL. (3) Incluye EFL Playoffs. |               |               |       |       |        |        |            |            |       |       |       |       |

## Palmarés

### Títulos nacionales
| Título                 | Club             | País       | Año     |
| ---------------------- | ---------------- | ---------- | ------- |
| Football League Trophy | Luton Town F. C. | Inglaterra | 2008-09 |